# 貝瑟尼 (肯塔基州沃爾夫縣)
貝瑟尼（英語：Bethany）是位於美國肯塔基州沃爾夫縣的一個非建制地區。

## 地理
貝瑟尼所處的海拔為高於海平面253米（即830英呎），而該地所採用的時區為UTC-5，即北美東部時區（EST）。同時該地設有夏令時間，為UTC-5調快一小時，即UTC-4（EDT）。